# Galatheoidea
Los galateoideos, también llamados langostillas (Galatheoidea), son una de las cuatro superfamilias de crustáceos decápodos del infraorden de los anomuros. Los representantes más conocidos son los sastres, de la familia de los galateidos.

## Características
Son simétricos como las langostas pero tienen el abdomen doblado ventralmente. Son bentónicos, en fondo de roca y arena, y suelen ser carnívoros (se alimentan de pequeños crustáceos y poliquetos) o necrófagos.
Tienen cuatro pares de patas bien desarrolladas, de las cuales el primer par es un quelípedo, más fuerte, que utilizan como pinza. Los urópodos y el telson forman un abanico caudal ancho al final del pleon deprimido.

## Clasificación
Esta superfamilia está constituida actualmente por cuatro familias.

Imágenes de ejemplares de las Familias que pertenecen a esta Superfamilia.
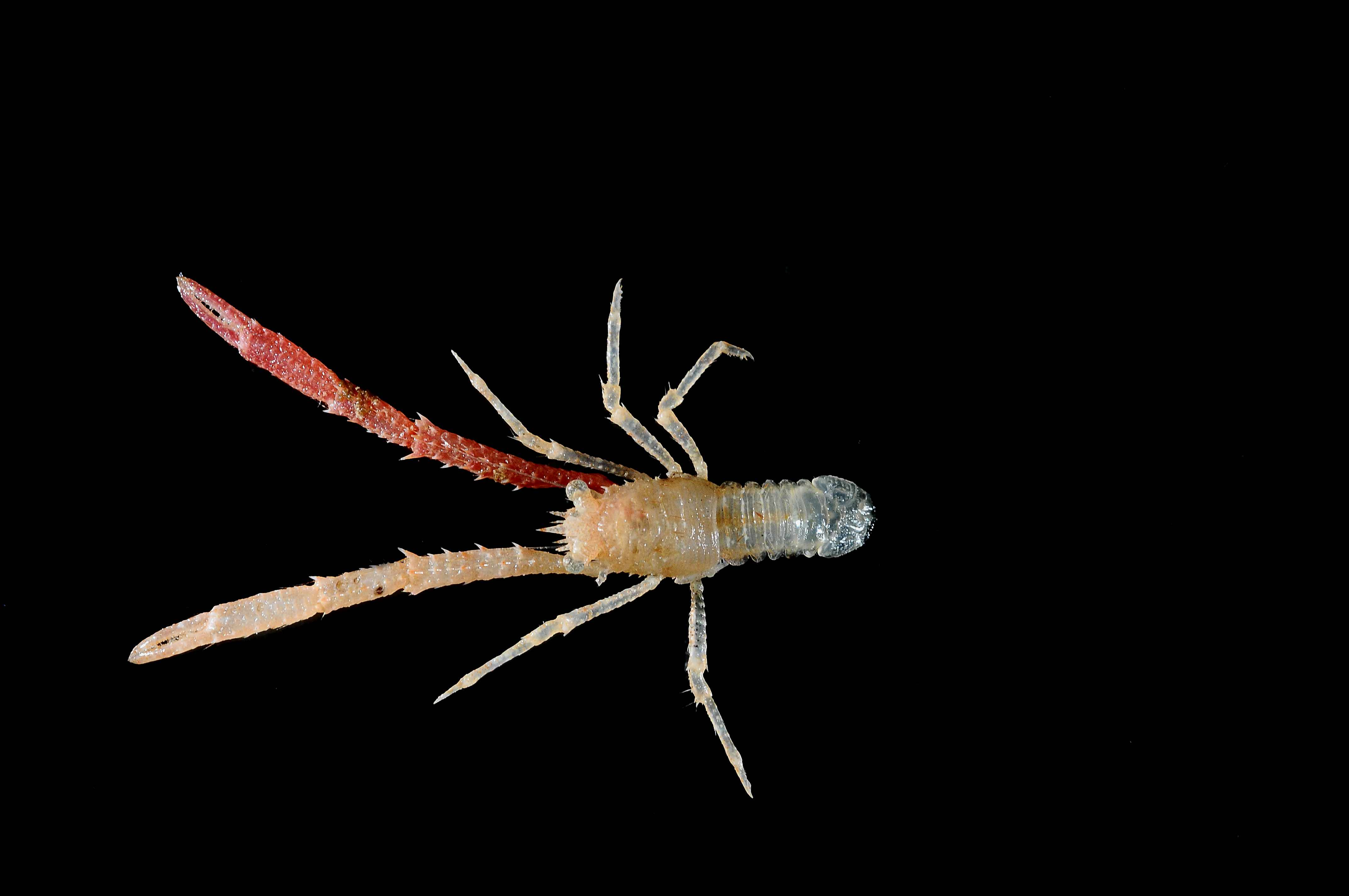
Foto de un ejemplar de la familia Galatheidae.
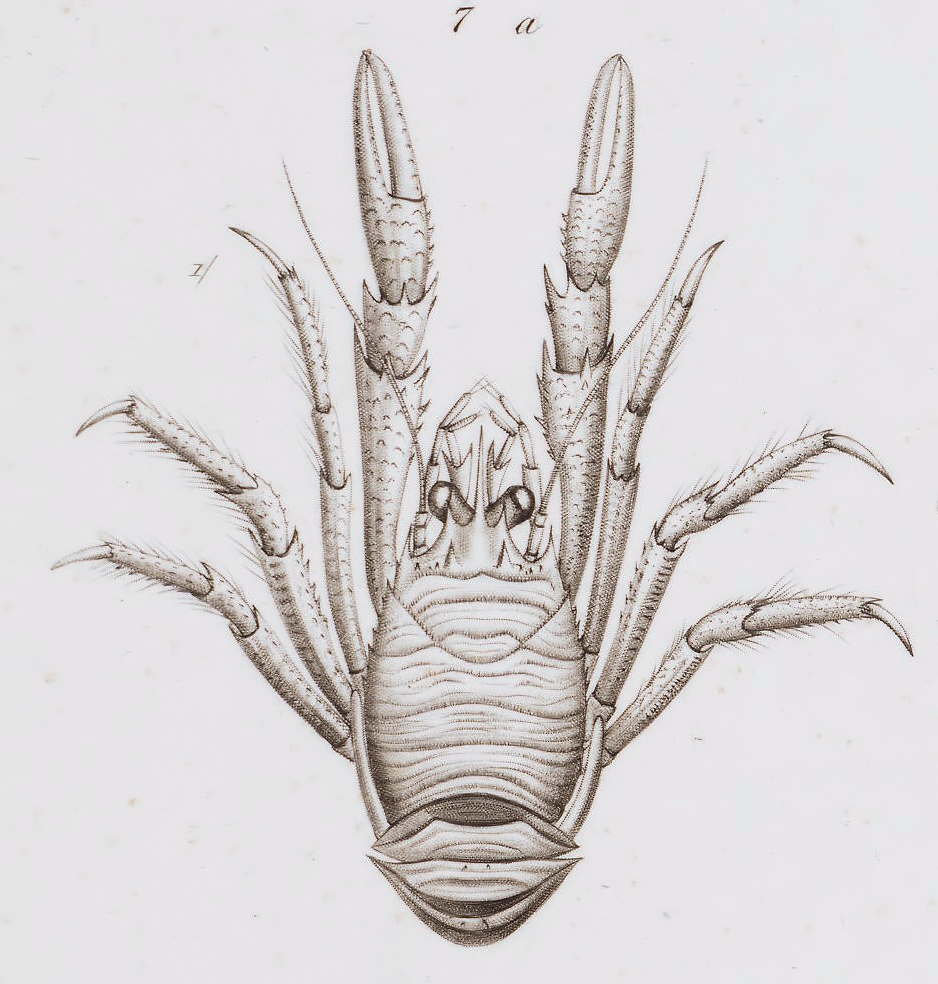
Esquema de Munida gregaria, especie de la familia Munididae.
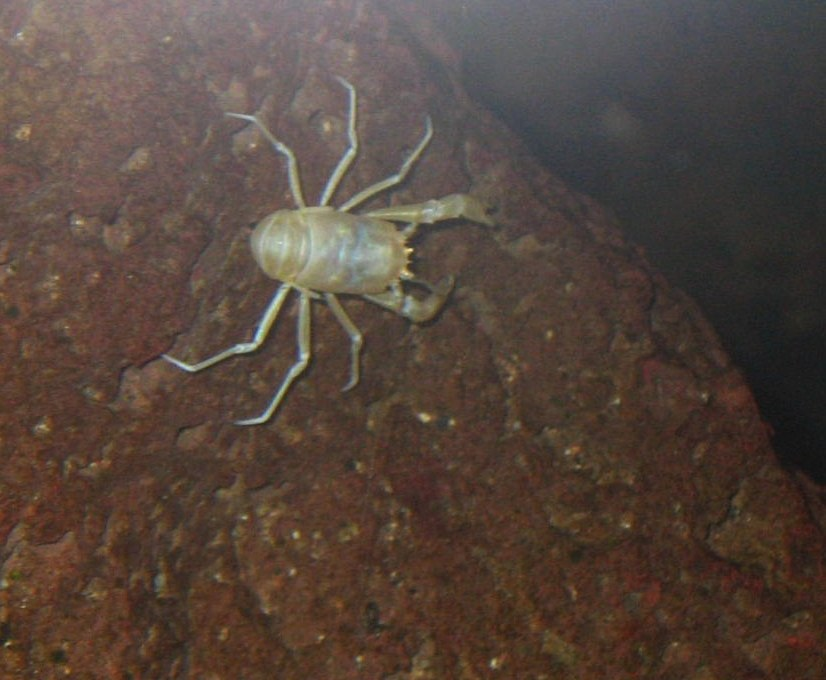
Foto de un ejemplar de Munidopsis polymorpha, de la familia Munidopsidae.
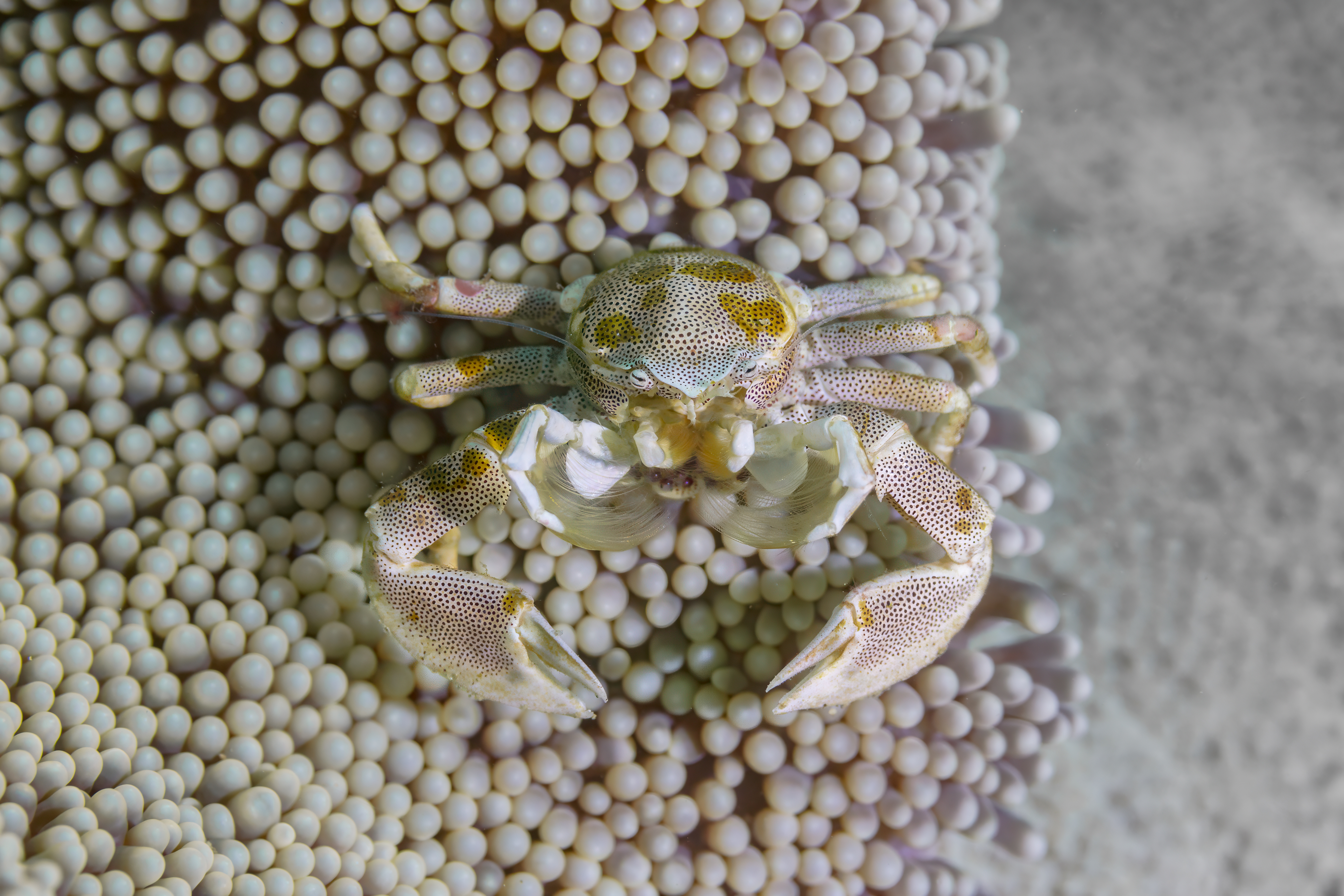
Foto de ejemplar de Neopetrolisthes maculatus, de la familia Porcellanidae.